# Eleuchadius
Eleuchadius (auch: Eleucadius) († 112 in Ravenna) war ein früher Bischof von Ravenna.
Eleuchadius war griechischer Herkunft. Er soll von Apollinaris, dem ersten Bischof von Ravenna, zu Christentum bekehrt worden sein. Nachfolger von Apollinaris wurde ein Aderitus und nach dessen Tod sollen der Legende zufolge die Christen Ravennas Gott selbst gebeten haben, ihnen ein Zeichen zu geben, wer neuer Bischof werden solle. Daraufhin sei eine Taube erschienen, die sich auf dem Haupt des Eleuchadius niedergelassen habe. Dieser war für seine Gelehrsamkeit und Rednergabe bekannt. Als Bischof führte er das tägliche und nächtliche Officium ein. Nach seinem Tod im Jahre 112 folgte ihm Marcianus im Bischofsamt.